# Ácido ricinoleico
O ácido ricinoleico (ácido 12 - hidroxi-9-cis-octadecenóico) é um ácido graxo ômega 9 que ocorre naturalmente no óleo da mamona. Quimicamente, ele difere do ácido oleico por ter uma hidroxila no décimo segundo carbono (a partir da carboxila). O ácido ricinoleico é fabricado industrialmente por saponificação ou destilação fracionada de óleo de mamona hidrolizado.

## Na medicina
O ácido ricinoleico apresenta destacáveis efeitos analgésicos e anti-inflamatório, sendo utilizado em curativos e tendo efeito bactericida, com ação citolítica, pois é solvente da quitina, constituinte da membrana celular dos microorganismos.
Tem sido utilizado também para produção de poliuretanos (na forma de derivados de óleo de mamona) para preenchimento de defeitos ósseos.